# Amegilla circulata
Amegilla circulata là một loài Hymenoptera trong họ Apidae. Loài này được Fabricius mô tả khoa học năm 1781.